# Whacking Day
Whacking Day, llamado El día del apaleamiento en España y El día del garrote en Hispanoamérica, es el episodio veinte perteneciente a la cuarta temporada de la serie animada Los Simpson, estrenado originalmente el 29 de abril de 1993. En Springfield se celebra el día del apaleamiento, en el cual los ciudadanos llevan a las serpientes al centro de la ciudad y, una vez allí, las golpean hasta matarlas. El episodio fue escrito por John Swartzwelder y dirigido por Jeffrey Lynch; Barry White, quien había expresado su deseo de participar en el programa, es la estrella invitada como sí mismo. La idea fue del "defensor de los animales" George Meyer, quien quería crear un episodio que hablase en contra del maltrato hacia las serpientes. En este capítulo aparece por primera vez el Superintendente Chalmers, hay una parodia de Itchy & Scratchy de la película de Oliver Stone JFK, y ganó un premio Genesis.

## Sinopsis
Todo comienza cuando el director Skinner encierra a Bart, Nelson, Jimbo, Kearney y Dolph en un sótano de la escuela, habiéndolos llevado allí con la promesa de que recibirían bicicletas de montaña. Cuando están allí, Skinner les revela que quedarán encerrados hasta que terminase la visita del Superintendente Chalmers, quien iba a inspeccionar la escuela. Bart, sin embargo, escapa a través de un conducto de ventilación, y una vez afuera encuentra en su paso un tractor. Bart comienza a ver cómo el escape del humo del tractor tose y hace ruidos extraños, e imagina al tractor hablandole. En la versión latinoamericana, el travtor le dice: "anda Bart, móntame". Esto invita a Bart a hacer una serie de destrozos antes de conseguir una forma de ayudar a los demás "bravucones" a salir del sótano. 
Bart se arrepiente y le contesta a la podadora "No, mejor no". En este momento la podadora comienza a burlarse de Bart y empieza a hacer cacareos simulando a una gallina. En eso una gallina aparece en la escena y le dice a Bart "nos esta insultando a los dos" para lo cual Bart le contesta al tractor "adelante" con una mirada desafiante y listo para la acción, finalizando así esta charla extraña. Bart se termina subiendo al tractor del jardinero Willie para pasear con él. Pero Bart pierde el control del tractor y termina golpeando al superintendente en el trasero. Cuando Chalmers le dice a Skinner que el accidente le ha costado un ascenso, el director, enfurecido, expulsa a Bart de la escuela. Aquí podemos observar que el tractor se mira por la ventana junto a Bart y al escucharse el anuncio de que Skinner expulsaría a Bart el tractor comienza a reírse fuertemente a carcajadas para lo cual Bart lo mira desde la ventana con una cara de confusión y asombro. 
Mientras tanto, Kent Brockman anuncia que muy pronto llegaría el día de una celebración que había sido calificada como "brutal y salvaje", pero que todos en la ciudad amaban. Se trata del Día del Garrote (Latinoamérica) o Día del apaleamiento (España), llevado a cabo cada 10 de mayo (1 de mayo en Latinoamérica y 9 de mayo en Europa). Ese día, la gente de Springfield hace un gran batida y empuja a todas las serpientes del campo hasta el centro de la ciudad y las golpea con garrotes hasta matarlas. Lisa, indignada con el maltrato hacia los animales, protesta contra la celebración, pero no se le hace caso. También trata de convencer a Homer de abstenerse de matar serpientes, pero él, de todas formas, quiere participar, se compra una porra nueva y se entrena a manejarla como un kung-fu. 
Bart continúa expulsado de la Primaria de Springfield, y sus padres tratan de inscribirlo en una Escuela Cristiana. Sin embargo, el lenguaje del niño hace que sea expulsado también de esta escuela después de pocos minutos. Viendo cuál sería la mejor opción, Marge decide darle clases al niño en su casa. Luego de lograr con éxito que Bart lea un libro, Marge logra que Bart sea un lector crítico. por lo que más tarde, durante un "viaje escolar" a la Vieja Aldea de Springfield, Bart descubre una incompatibilidad en los relatos de la historia de Jebediah Springfield, el héroe fundador de la ciudad: el 10 de mayo de 1775, el día de la Batalla de Ticonderoga (tercera de las cuatro que ocurrieron aquí, en la que los Americanos ocuparon el fuerte antes de vaciarlo dos años después), también había fundado, supuestamente, el Día del Garrote. Esto hace que Bart sea expulsado de la Vieja Aldea, pero Bart está decidido a desenmascarar esta incongruencia de relatos y descubrir la verdad.
Mientras tabto Barry White llega a la ciudad como celebridad invitada para dar comienzo a la celebración, pero cuando descubre que la celebración consiste en una matanza de serpientes, queda indignado con la gente del pueblo y se va. Bart descubre en un libro de Bob Woodward que el Día del Garrote era una farsa y que se había creado en realidad para golpear inmigrantes irlandeses hacía varios decenios, entonces le propone a Lisa intentar salvar a las serpientes del pueblo. Para atraerlas hacia su casa, en donde estarían a salvo, Bart descubre que las serpientes acudían a los lugares por las vibraciones de la tierra. Para conseguir esto, llaman a Barry White, quien, con su voz de bajo cantante, interpreta una de sus canciones predilectas: Can't Get Enough of Your Love, Babe, y además con Lisa tocando el bajo. Las vibraciones que esto produce atraen a las víboras, quienes se meten dentro de la casa de los Simpson como refugio.
La multitud, con los garrotes en las manos, afluye a la casa para matar a las serpientes, pero cuando Bart les explica el verdadero origen de ese día, se arrepienten de lo que están haciendo. El alcalde Quimby, ignorando que la ciudad había cambiado de opinión, aparece con varias serpientes muertas (que en verdad habían sido matadas antes), y es abucheado. Skinner, luego, impresionado al ver lo que Bart había hecho, lo vuelve a admitir en la Escuela Primaria. Pero en ese momento se da cuenta de que Jimbo, Kearney, Nelson y Dolph continuaban encerrados en el sótano de la escuela. Junto con Willie, corre hacia el edificio con las bicicletas de montaña, esperando que así los niños lo perdonaran -y dice él, si son muertos los niños, ellos se darán a la fuga hacia México, pero Willie (que en verdad odia a Skinner) piensa en entregarlo en la frontera.

## Producción
El guionista George Meyer, quien es un gran defensor de los derechos de los animales, estaba muy interesado en escribir un episodio relacionado con un ritual anual llevado a cabo en una ciudad de Texas, en donde la gente debía golpear y matar a las serpientes con garrotes. Meyer no tenía tiempo para escribir él mismo el episodio, por lo que la idea le fue otorgada a John Swartzwelder. La temática de "golpear serpientes" preocupó a los productores y guionistas ya que pensaron que podría parecer cruel, aunque el episodio está claramente en contra del maltrato de las serpientes. El primer acto del capítulo fue uno de los más cortos que se habían hecho hasta ese entonces, ya que ocupaba aproximadamente diez páginas, pero como no tenían ideas para expandirlo lo dejaron tal como estaba. Debido a esto, el argumento principal no comienza hasta el principio del segundo acto, por lo que los guionistas pudieron incluir mucho material en éste. Para acelerar la animación, el director Jeffrey Lynch les "rogó" a los artistas Kevin O'Brien y Steve Markowski que lo ayudasen con el episodio. Los tres pasaron meses trabajando en el mismo. Barry White quería aparecer como estrella invitada en el programa, por lo que fue incluido en el argumento. Cantó "Can't Get Enough Of Your Love, Babe" especialmente para el episodio, en lugar de utilizar una versión grabada.
La canción que originalmente iba a cantar el Abuelo en su flashback, en el cual se hacía pasar por una cantante de cabaret durante la Segunda Guerra Mundial, era "Falling in Love Again (Can't Help It)" de Marlene Dietrich. Los escritores no consiguieron permiso para usar la canción, ya que, según los poseedores de los derechos, todos la utilizan para burlarse de la misma. La mayor parte del recuerdo fue ideada por Conan O'Brien. En el episodio aparece por primera vez el Superintendente Chalmers. Los productores querían introducir en el programa a un jefe de Skinner, y Wallace Wolodarsky eligió su nombre. La mayor parte del diálogo y las interacciones entre Skinner y Chalmers fueron grabadas por Harry Shearer y Hank Azaria.